# 伍元芝
伍元芝（1865年—1923年），江蘇省江寧府上元縣人，清朝末年政治人物。

## 生平
光緒十八年（1892年），参加光緒壬辰科殿試，登進士三甲92名。同年五月，授内阁中书又任主事，後外放浙江。光緒二十七年（1901年）浙江武备学堂成立，伍元芝为首任总办。
民国十二年（1923年）因病赴上海疗养，突发脑溢血病逝。

## 其他
浙江武备学堂曾撰写一副对联悬挂在武备学堂大厅：
十年教训，君子成军，溯数千载，祖雨宗风，再造英雄于越地；
九世复仇，春秋大义，顾尔多士，修鳞养爪，毋忘盗寇满中华。